# يانبلاغي عليا
يانبلاغي عليا هي قرية في مقاطعة هشترود، إيران. عدد سكان هذه القرية هو 154 في سنة 2006.